# Lecidea crisima
Lecidea crisima är en lavart som beskrevs av William Nylander. 
Lecidea crisima ingår i släktet Lecidea och familjen Lecideaceae. Arten är reproducerande i Sverige.